# Polk County (Texas)
Polk County je okres ve státě Texas v USA. K roku 2010 zde žilo 45 413 obyvatel. Správním městem okresu je Livingston. Celková rozloha okresu činí 2 875 km². Byl pojmenován podle Jamese K. Polka.